# Thomas Teddiman
Thomas Teddiman (parfois orthographié Teddeman or Teddyman) († 23 mai 1668) était un amiral de la Royal Navy au XVIIe siècle.
Ni la date de naissance, ni le début de la carrière de Thomas Teddiman ne sont connues, si ce n'est que son père, descendait d'une famille d'armateurs de Douvres et que le capitaine Henry Teddiman était son cousin.
Teddiman, entre au service de la marine du Commonwealth. De 1659 jusqu'en 1660 il commande le Tredagh (renommé plus tard HMS Resolution) en Méditerranée au cours de la Guerre anglo-espagnole. Du 31 mai au 10 juin 1660 il chasse six navires espagnols rencontrés au large d'Alger. En mai 1661, il commande le HMS Fairfax, en 1663 le HMS Kent, en 1664 le HMS Revenge et la même année, le HMS Swiftsure.
En 1665, durant la Deuxième guerre anglo-néerlandaise, il se distingue en tant que contre-amiral de l'escadre Bleue à la bataille de Lowestoft, à bord HMS Royal Katherine. Il est fait chevalier le 10 juillet.
En août, à bord du Revenge, Teddiman est envoyé avec une flottille de frégates pour capturer la flotte hollandaise du trésor, au large de Bergen en  Norvège, mais il est défait à la bataille de Vågen par le commandeur Pieter de Bitter. Bien que ce fut une grande déception pour Charles II d'Angleterre, cette défaite ne porta pas préjudice à sa carrière et il a combattu, de nouveau, sur le HMS Royal Katherine', l'année suivante en tant que vice-amiral de l'escadre bleue lors de la bataille des Quatre Jours et comme vice-amiral de l'escadre  blanche lors de la Bataille de North Foreland. En 1667 Teddiman n'a pas de commandement, les principaux navires de la flotte ayant déjà tous un commandement. En 1668, il commande le HMS Cambridge, mais fait l'objet d'une enquête du Parlement d'Angleterre, qui cherche à établir les causes de la défaite. Il en est beaucoup troublé. Le 13 mai, il meurt d'une fièvre causée par un muguet dans la bouche.

## Sources
- (en) Cet article est partiellement ou en totalité issu de l’article de Wikipédia en anglais intitulé « Thomas Teddeman » (voir la liste des auteurs).